# London SS
London SS fue una banda británica de la primera ola del punk formada por Mick Jones y Tony James. El grupo es conocido por las exitosas carreras posteriores de sus integrantes más que por su existencia.

## Historia
London SS pasó la mayor parte de su corta existencia audicionando potenciales miembros, muchos de los cuales luego tendrían una destacada participación en otras de las bandas de la escena punk local e internacional. Además de los ya mencionados Mick Jones (luego miembro de The Clash, Big Audio Dynamite y Carbon/Silicon) y Tony James (Generation X, Sigue Sigue Sputnik, The Sisters of Mercy y Carbon/Silicon), la banda contó con Brian James (luego de The Damned), Matt Dangerfield y Casino Steel (ambos de The Boys) y otros músicos que audicionaron con el grupo o participaron brevemente en el mismo como Paul Simonon, Terry Chimes y Topper Headon (los tres futuros miembros de The Clash) y Rat Scabies (The Damned).
La única grabación de London SS fue un demo con la alineación Jones, James, James y el baterista Roland Hot. El estilo musical del grupo era un rock and roll con influencias del R&B pero sus miembros han admitido con el tiempo que la calidad estilística era muy pobre.
La utilización de las letras "SS", asociadas a la Schutzstaffel nazi, en el nombre de la banda sería un inconveniente que tendría que enfrentar Mick Jones cuando The Clash se convirtió en el grupo emblema de la ideología de izquierda en el punk. Sin embargo, los miembros han argumentado que "SS" venía a representar seguridad social.
En una última entrevista, para darle un aspecto más combativo, dijeron que las "SS" eran de "Street Soldiers"
En 2003, Tony James y Mick Jones volvieron a juntarse para formar Carbon/Silicon.